# 8 Dywizjon Artylerii Przeciwlotniczej (II RP)

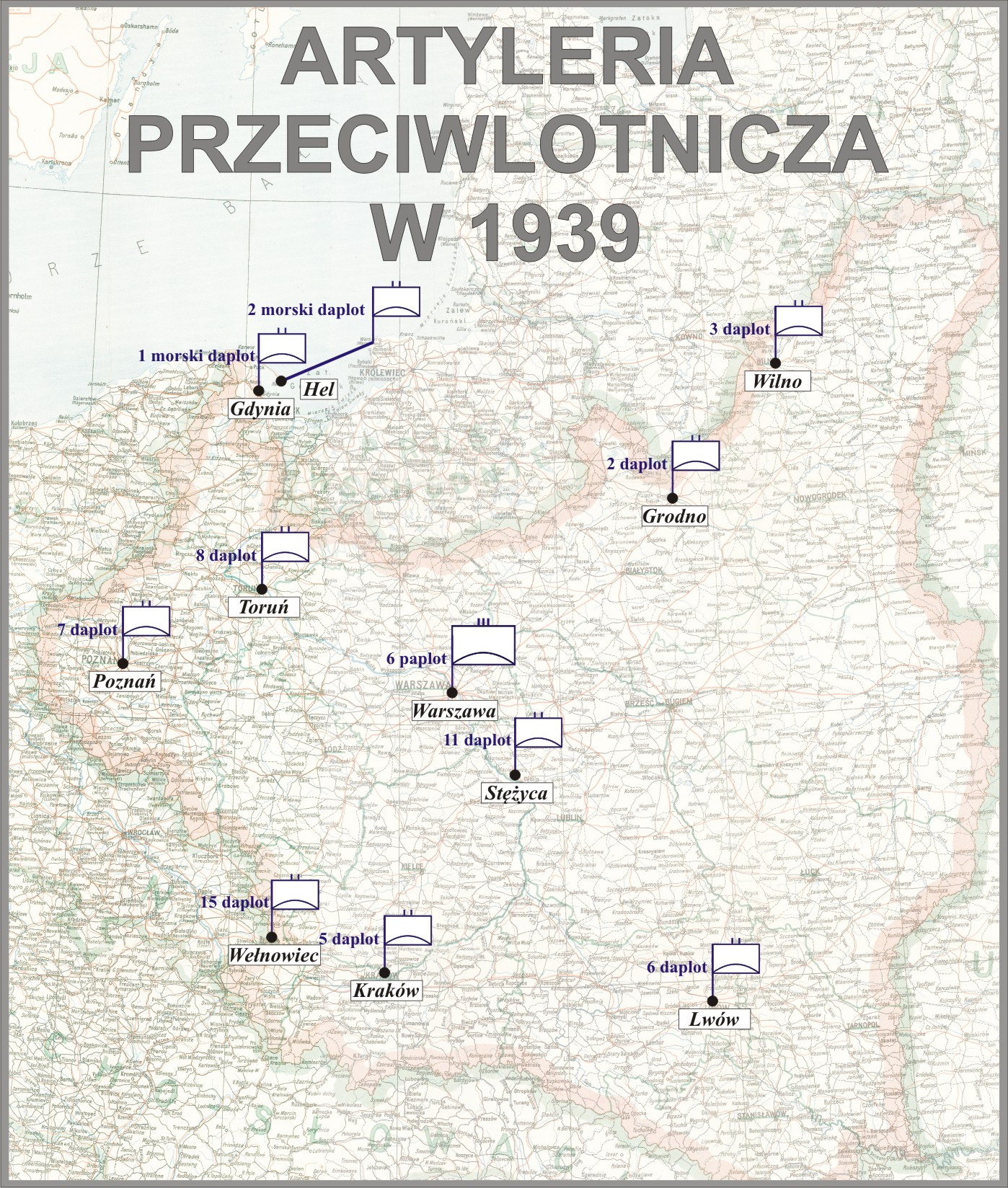
Artyleria przeciwlotnicza WP przed wybuchem II wś

8 Dywizjon Artylerii Przeciwlotniczej (8 daplot) – pododdział artylerii przeciwlotniczej Wojska Polskiego w II Rzeczypospolitej.
Dywizjon stacjonował w garnizonie Toruń, w koszarach im. Józefa Poniatowskiego. W 1939 w organizacji pokojowej dyonu występowały trzy baterie motorowe i jedna bateria półstała artylerii przeciwlotniczej. Wszystkie baterie były uzbrojone w 40 mm armaty przeciwlotnicze wz. 1936 i 1938.

## Mobilizacja
Dyon był jednostką mobilizującą. W dniach 24-25 sierpnia 1939, w Toruniu, zgodnie z planem mobilizacyjnym „W” dyon sformował dziewięć pododdziałów artylerii przeciwlotniczej dla wielkich jednostek piechoty i kawalerii Armii „Pomorze”:
- bateria motorowa artylerii plot. 40 mm typ A nr 4 dla 4 DP
- bateria motorowa artylerii plot. 40 mm Typ A nr 15 dla 15 DP
- bateria motorowa artylerii plot. 40 mm typ A nr 16 dla 16 DP
- bateria motorowa artylerii plot. 40 mm typ B nr 91 dla Pomorskiej BK
- pluton półstały artylerii plot. 40 mm nr 801
- pluton półstały artylerii plot. 40 mm nr 802
- pluton półstały artylerii plot. 40 mm nr 803
- pluton półstały artylerii plot. 40 mm nr 804
- pluton półstały artylerii plot. 40 mm nr 805[4][a].

Po zakończeniu mobilizacji dyon został rozformowany. Dowódca dyonu, mjr Marian Bieniak otrzymał przydział mobilizacyjny do Dowództwa Lotnictwa i OPL Armii „Pomorze” na stanowisko referenta OPL.

## Żołnierze dywizjonu
| Dowódcy baterii i dywizjonu        | Dowódcy baterii i dywizjonu |
| ---------------------------------- | --------------------------- |
| por. art. Piotr Łukaszewicz        | od 15 II 1925               |
| mjr / ppłk art. Kazimierz II Baran | VII 1926 – IV 1936          |
| mjr art. Marian Bieniak            | IV 1936 – VIII 1939         |

| Obsada personalna samodzielnego dywizjonu artylerii przeciwlotniczej nr 8 | Obsada personalna samodzielnego dywizjonu artylerii przeciwlotniczej nr 8 | Obsada personalna samodzielnego dywizjonu artylerii przeciwlotniczej nr 8 |
| w lipcu 1926                                                              | w lipcu 1926                                                              | w 1928                                                                    |
| ------------------------------------------------------------------------- | ------------------------------------------------------------------------- | ------------------------------------------------------------------------- |
| dowódca dywizjonu                                                         | mjr art. Kazimierz II Baran                                               | mjr art. Kazimierz II Baran                                               |
| adiutant                                                                  | por. art. Józef II Zieliński                                              | por. art. Józef II Zieliński                                              |
| dowódca 1 baterii                                                         | por. art. Piotr Łukaszewicz                                               | kpt. art. Piotr Łukaszewicz                                               |
| oficer młodszy 1 baterii                                                  | por. art. Leon Furmanowicz                                                | por. art. Leon Furmanowicz                                                |
| dowódca 2 baterii                                                         | kpt. / mjr art. Edmund Bartkowski (do VI 1927)                            |                                                                           |
| oficer młodszy 2 baterii                                                  | por. art. Mieczysław Zylber                                               |                                                                           |
| dowódca plutonu technicznego                                              | por. art. Józef Frydrychowski                                             |                                                                           |
| zastępca dowódcy plutonu technicznego                                     | por. art. Ignacy Dziubiński                                               | por. art. Ignacy Dziubiński                                               |
| -                                                                         | -                                                                         | por. art. Wacław Jasiuk                                                   |
| -                                                                         | -                                                                         | por. art. Jerzy Brzeziński                                                |
| -                                                                         | -                                                                         | ppor. art. Wacław Martynowski                                             |
| Obsada personalna w marcu 1939                                            | Obsada personalna w marcu 1939                                            | przydziały mobilizacyjne we wrześniu 1939                                 |
| dowódca dyonu                                                             | mjr art. Marian Bieniak                                                   | referent OPL w Dowództwie Lotnictwa i OPL Armii „Pomorze”                 |
| zastępca dowódcy dywizjonu                                                | kpt. Leon Furmanowicz                                                     | dowódca baterii motorowej artylerii plot. 40 mm typ A nr 4                |
| adiutant                                                                  | por. Aleksander Józef Buława-Gabryszewski                                 |                                                                           |
| pomocnik dowódcy ds. gospodarczych                                        | kpt. Czesław Kazimierczuk                                                 |                                                                           |
| oficer mobilizacyjny                                                      | kpt. Stefan Józef Makowski                                                | dowódca oddziału nadwyżek → OZ Art. Plot. Nr 1 w Warszawie                |
| oficer techniczny                                                         | kpt. Julian Franciszek Wojtusiak                                          | dowódca baterii motorowej artylerii plot. 40 mm typ A nr 16               |
| oficer administracyjno-materiałowy                                        | por. Czesław Witold Rylski                                                |                                                                           |
| oficer żywnościowy                                                        | por. Władysław Jagodziński                                                |                                                                           |
| dowódca plutonu łączności                                                 | por. Franciszek Pitkiewicz                                                | dowódca plutonu półstałego artylerii plot. 40 mm nr 802                   |
| dowódca 1 baterii                                                         | kpt. Władysław Julian Staszewski                                          |                                                                           |
| dowódca plutonu                                                           | ppor. Bogdan Michał Bagiński-Ślepowron                                    | dowódca plutonu półstałego artylerii plot. 40 mm nr 801                   |
| dowódca 2 baterii                                                         | por. Tomasz Neugebauer                                                    | dowódca baterii motorowej artylerii plot. 40 mm typ A nr 15               |
| dowódca plutonu                                                           | ppor. Edmund Olejarczuk                                                   | oficer zwiadowczy baterii motorowej artylerii plot. 40 mm typ A nr 4      |
| dowódca 3 baterii                                                         | por. Tadeusz Stanisław Kupczyński                                         | dowódca plutonu półstałego artylerii plot. 40 mm nr 803                   |
| dowódca plutonu                                                           | ppor. Mieczysław Ejsymont                                                 | oficer zwiadowczy baterii motorowej artylerii plot. 40 mm typ A nr 16     |
| dowódca plutonu                                                           | ppor. Kazimierz Jan Widerski                                              | oficer zwiadowczy baterii motorowej artylerii plot. 40 mm typ A nr 15     |
| dowódca 4 baterii                                                         | por. Ryszard Leon Degórski                                                | dowódca baterii motorowej artylerii plot. 40 mm typ B nr 91               |
| dowódca plutonu                                                           | ppor. Stanisław Jasiński                                                  | dowódca plutonu półstałego artylerii plot. 40 mm nr 805                   |

### Żołnierze dywizjonu – ofiary zbrodni katyńskiej
Biogramy zamordowanych znajdują się na stronie internetowej Muzeum Katyńskiego
| Nazwisko i imię      | stopień              | zawód             | miejsce pracy przed mobilizacją      | zamordowany |
| -------------------- | -------------------- | ----------------- | ------------------------------------ | ----------- |
| Baran Bronisław      | podporucznik rezerwy | mgr matematyki    | Zakłady Radiowe Philipsa w Warszawie | Katyń       |
| Chrząstek Józef      | podporucznik rezerwy |                   |                                      | Katyń       |
| Kazimierczuk Czesław | kapitan              | żołnierz zawodowy |                                      | Katyń       |

## Symbole dywizjonu
Sztandar
5 maja 1938 Minister Spraw Wojskowych zatwierdził wzór sztandaru 8 daplot.

19 czerwca 1938 na lotnisku w Toruniu, podczas uroczystości wręczenia sztandarów jednostkom artylerii Okręgu Korpusu VIII,  marszałek Polski Edward Śmigły-Rydz wręczył dowódcy dywizjonu sztandar.
Opis sztandaru
Na prawej stronie płatu sztandaru umieszczono w rogach numer dywizjonu według wzoru ustalonego w „Dzienniku Rozkazów Ministerstwa Spraw Wojskowych” nr 6 z 1937, poz. 77.

Na lewej stronie płatu sztandaru znajdowały się na tarczach w poszczególnych rogach:
- w prawym górnym – wizerunek Matki Boskiej Częstochowskiej
- w prawym dolnym – godło miasta Torunia
- w lewym górnym – wizerunek św. Barbary - patronki artylerzystów
- w lewym dolnym – odznaka pamiątkowa 8 Dywizjonu Artylerii Przeciwlotniczej.

Na dolnym ramieniu Krzyża Kawalerskiego  wyhaftowano napis „Toruń 17 VII 1926”, upamiętniający datę i miejsce powstania dywizjonu.
Odznaka pamiątkowa
13 sierpnia 1932 Minister Spraw Wojskowych zatwierdził wzór i regulamin odznaki pamiątkowej artylerii przeciwlotniczej.